# Gerardo Velez
Gerardo Velez, detto Jerry (The Bronx, 15 agosto 1947), è un musicista statunitense.
La sua notorietà è soprattutto correlata all'esibizione che tenne insieme a Jimi Hendrix al Festival di Woodstock il 18 agosto 1969. Velez è un percussionista di vecchia data che si è esibito con numerosi artisti coprendo un vasto genere di stili musicali differenti. Inoltre ha militato per parecchi anni nelle file del gruppo fusion Spyro Gyra.

## Biografia e carriera
Nato a Porto Rico il 15 agosto del 1947, Velez iniziò la sua carriera musicale nel quartiere del Bronx a New York. nel luglio 1969 si aggregò all'estemporanea band di Jimi Hendrix denominata "Gypsy Sun and Rainbows", che si esibì in concerto durante il festival di Woodstock e rimase insieme solo per poche sessioni di registrazione in studio, prima che Hendrix decidesse di sciogliere il gruppo per tornare ad una formazione a tre come era nella The Jimi Hendrix Experience. La performance della band a Woodstock è reperibile sul disco live Woodstock del 1994, e in versione quasi integrale sull'album e video Live at Woodstock pubblicato nel 1999, dove Velez può essere chiaramente visto suonare i tamburi alle spalle di Hendrix per tutta l'esibizione.
Da quando si esibì con Jimi Hendrix, Velez ha continuato a registrare e a fare concerti insieme ad artisti importanti, inclusi David Bowie, Jessica Simpson, Slash, Stevie Wonder, Elton John e i Duran Duran. Secondo il suo sito web ufficiale, Gerardo Velez è stato nominato per sette premi Grammy ed è stato introdotto nella Rock and Roll Hall of Fame. Ha anche partecipato allo sfortunato Tour degli Chic in Giappone del 1996, che vide la morte per polmonite del bassista Bernard Edwards.

## Discografia parziale

### Con Jimi Hendrix
- Woodstock (1994): percussioni
- Live at Woodstock (1999): percussioni

### Con Martha Veléz
- Hypnotized (1972): conga

### Con gli Spyro Gyra
- Morning Dance (1979): percussioni, bonghi, conga
- Catching the Sun (1980): percussioni
- Carnaval (1980): percussioni, bonghi
- Incognito (1982): percussioni
- City Kids (1983): percussioni
- Access All Areas (1983): percussioni
- Alternating Currents (1985): percussioni
- Down the Wire (2009): percussioni

### Con David Bowie
- Black Tie White Noise (1993): percussioni